# Sebastian Mila
Sebastian Mila (Koszalin, 10 luglio 1982) è un ex calciatore polacco, di ruolo centrocampista.

## Carriera

### Club
Ha firmato per i norvegesi il 9 febbraio 2007, dopo una permanenza un po' turbolenta all'Austria Vienna.
Nel 2003, andò alla ribalta come un giocatore divertente da vedere, quando giocava per i polacchi del Dyskobolia Grodzisk Wielkopolski, con un gol che eliminò il Manchester City, squadra di Premiership, nella Coppa UEFA 2003-2004. Nel luglio 2006 fu sul punto di accettare l'offerta dei Chicago Fire (Major League Soccer) e trasferirsi in USA. Nel 2007 andò al Vålerenga e il Dyskobolia Grodzisk presentò lamentele alla FIFA, in quanto ritiene che l'Austria Vienna non aveva il diritto di vendere Mila al Vålerenga, dato che all'epoca il polacco era soltanto in prestito alla squadra viennese.

### Nazionale
Sebastian è stato tra i 23 convocati in nazionale per la Coppa del Mondo 2006 in Germania, ma non ha giocato neanche un minuto in tre match.
Conta 38 presenze e 8 reti per la nazionale polacca.

## Palmarès

### Club

#### Competizioni nazionali
- Coppa di Polonia: 1

Dyskobolia: 2004/05
- Campionato austriaco: 1 '

Austria Vienna: 2005-2006,
- Coppa d'Austria: 2

Austria Vienna: 2004-2005, 2005-2006
- Ekstraklasa: 1

Śląsk Breslavia: 2011-2012
- Supercoppa di Polonia: 1

Śląsk Breslavia: 2012